# ロフォフォラ
ロフォフォラ（学名：Lophophora）とはサボテン科ウバタマサボテン属の総称。

## 特徴
プロポーション自体は一般的な玉サボテン型のそれであるが、一般的なサボテンの容姿と異なり、柔らかな肉質で刺座には綿毛が密生して棘をつけない独特の姿をしている。地下部には太い芋状の塊茎が発達し、バイオマスのほとんどは地下にもぐりこんでいる。この地下の塊茎は、毎年古い地上部が収縮して地下にたぐり込まれることによって大きくなっていく。野生個体では地上部は扁平でつぶした饅頭状であるが、栽培個体では球形に発達する。肌の色の違いや綾（疣）の形状、綿毛の長さなどの個体差が大きく、日本ではこの種を愛好する者が多い。また多くの園芸品種が選抜されたり同一種であってもその特徴によって品種名を変えたりされ愛好されている。主には「銀冠玉」「翠冠玉」「烏羽玉」の三種がある。栽培方法は三種ともあまり変わらない。見分け方としては2つあり花の色で見分ける方法としては「銀冠玉」の花は濃いピンク色で「翠冠玉」は白色「烏羽玉」は薄いピンク色である。しかし例外として気を付ける必要があるのは「赤花烏羽玉」という品種が存在しそれの花は赤色である。

## 地域と植生
北米大陸南西部の乾燥した草原に分布する。アメリカ南西部からメキシコ北部にかけて分布する。直射日光下で日中の気温が50℃を超える環境にも耐え、短い降雨期に水分をとりこんで残りの乾燥期に耐える。乾燥期には大きな地下部を含めた全体が収縮するため、植物体全体がしばしば地下に埋没してしまう。雨季になると植物体が膨張するため、扁平な地上部が地面すれすれに地上に現れる。大きさは5～10cm程度で仔吹きしたり群生している事がほとんどである。種類によっては自家受精するものもあるため、単幹からでも実生で多数の個体を増やす事が可能である。尚、趣味家の温室栽培などでは直径が20cmを超える事も珍しくなく、また刺座の綿毛の束の長さも数センチメートルにおよぶ事も珍しくない。

## 栽培の基本
あまり栽培が困難な種類ではない基本的な栽培方法は通常のサボテンと同じである。用土は鹿沼土や川砂、細粒赤玉土でも問題ないが「サボテン用の土」と称して販売されている土を使用しても問題ない。水やりは４月のはじめから１０月の終わり頃まで、2週間に１回から２回する。 ・１１月から３月の終わりまで断水する。この期間はできるだけ日光に当てる。また、零下になっても北海道や東北のようなよほど寒い地域でない限り大した問題はない（但し多少変色する恐れはあるが春になれば治る）。気になるようなら屋内に取り込んでおけば問題ない。 ・風通しはよくする。ロフォフォラのモフモフとした白い毛が好きなら水やりは上から直接かけるより底面灌水を行うほうが無難である。

## 幻覚作用
この属の植物には、メスカリンとよばれる幻覚作用のある成分が含有されており、古来よりアメリカ・インディアンが痛み止めや、儀式の際に幻覚作用をもたらす為に使用する事が多い。アメリカでは過去に一部のヒッピーがLSDの代用として常用していた事実もある。但しこの成分は野生に自生するものにのみ高濃度で含有され、栽培下で（野生環境に比べれば）高速で育成された物にはあまり含有されていないとされる。日本でも麻薬代わりにサボテンの栽培業者でこの属の植物を求める者がいるようではあるが、著しく苦いばかりで期待した効果は得られていないと考えられる。

## 主な種
原産地に自生するものを一般的に翠冠玉の種小名で「デフューサ」と呼ぶ事が多い。植物学的に種として記載されているものは、次の3種である。
- 翠冠玉（すいかんぎょく）（Lophophora diffusa）
- 烏羽玉（うばたま）（Lophophora williamsii）
- 銀冠玉（ぎんかんぎょく）（Lophophora fricii）